# Solva nigra
Solva nigra är en tvåvingeart som först beskrevs av Enrico Adelelmo Brunetti 1923.  Solva nigra ingår i släktet Solva och familjen lövträdsflugor. Inga underarter finns listade i Catalogue of Life.